# ○○の帝王一覧
○○の帝王一覧（まるまるのていおういちらん）は、「現代ホスト界の帝王：ROLAND」や「ホラーの帝王：スティーヴン・キング」などと、とある分野の功績や実績などから「○○の帝王」などと比喩的に称される人物・モノの一覧である。
本一覧では、信用可能な文献などでその確認が可能なもののみ取り扱うものとし、引用する媒体がブログなどの不明確なものしかないものに関しては取り扱わないものとする。また、ここでいう「確認が可能なもの」とは、その人物が何かを発明したり、何かを広めるのに尽力したり、過去にどこかの国で帝王として君臨していたりした人物であることを証明する文献などではなく、その文献の中で「〇〇の帝王」もしくはそれに類する表現で比喩的に「○○の帝王」と表記されているものを指す。
本一覧では、英語文献でのみその存在が確認されたものについては、五十音表では英語文献に掲載されていた通称をそのまま載せた上で、それに対応すると考えられる日本語訳を括弧書きで掲載している。
また、名前を五十音順に並べる際は、東洋人名はフルネームを、西洋人名などは一番下の名前を元に並べ替えるようにしている。但し、西洋人名の中で一番下の名前だけでなく、その上の名前も一緒に呼ぶことが通例となっていると判断される場合はこの限りではない。

## 五十音順

### あ行
- 哀川翔（あいかわ・しょう） - Vシネマの帝王[1]
- ジョルジオ・アルマーニ - モード界の帝王[2][3]
- オーギュスト・エスコフィエ - シェフの帝王[4]
- アンドリュー・エルドリッチ - ゴスの帝王[5][6]
- 小沢仁志（おざわ・ひとし） - Vシネマの帝王[7][8]
- オジー・オズボーン - メタルの帝王[9]

### か行
- ヘルベルト・フォン・カラヤン - 楽壇の帝王[10]
- エラズモ・カルロス - イエイエの帝王[11]
- ロベルト・カルロス - REI（帝王）[12]
- アントナン・カレーム - シェフの帝王[13][14]
- スティーヴン・キング - ホラーの帝王、恐怖の帝王[15][16]

### さ行
- サガット - ムエタイの帝王
- ジェリー・ザッカー - コメディーの帝王[17]
- イヴ・サン＝ローラン - モード界の帝王[18]
- イアン・シュレーガー - ホテルの帝王[19]
- 鈴木雅之（すずき・まさゆき） - ラブソングの帝王[20][21]
- すまけい - アングラの帝王[22]
- シン・スンフン - バラードの帝王[23][24]

### た行
- 高山善廣（たかやま・よしひろ） - プロレス界の帝王[25][26]
- 竹内力（たけうち・りき） - Vシネマの帝王[27][28]
- 田代まさし（たしろ・まさし） - ダジャレの帝王[29][30]
- ジェフリー・ディーヴァー - どんでん返しの帝王[31]
- DJ Pierre - ワイルドピッチの帝王[32]
- マイルス・デイヴィス - ジャズの帝王[33][34]
- 童子T（どうじてぃー） - 着うたラブソングの帝王[35]
- 敏いとうとハッピー&ブルー（としいとうとハッピーアンドブルー） - ムード歌謡の帝王[36]

### な行
- 中山七里（なかやま・しちり） - どんでん返しの帝王[37][38]
- ジャック・ニクラス - ゴルフ界の帝王[39][40]

### は行
- バウハウス - ゴスの帝王[41]
- HowL - 新韓流OSTの帝王[42]
- レス・バクスター - エキゾチック/ムード・ミュージックの帝王[43]
- スティーヴン・パステル - イギリスのインディ・ポップの帝王[44]
- 早坂太吉（はやさか・たきち） - 地上げの帝王[45][46]
- ロジャー・フェデラー - 芝の帝王[47][48]
- ティト・プエンテ - マンボの帝王[49]
- マイケル・フォーチュナティ - ユーロビートの帝王[50][51]
- 藤木孝（ふじき・たかし） - ツイストの帝王[52]
- 船越英一郎（ふなこし・えいいちろう） - サスペンスドラマの帝王、2時間ドラマの帝王[53][54]
- ジェームス・ブラウン - ファンクの帝王[55]
- ポール・ボキューズ - フランス料理の帝王[56]

### ま行
- ピーター・マーフィー - ゴスの帝王[57][58]
- 水木一郎（みずき・いちろう） - アニソン界の帝王[59][60]
- 村西とおる（むらにし・とおる） - AVの帝王[61][62]
- フロイド・メイウェザー・ジュニア - ボクシング界の帝王[63]
- モービッド・エンジェル - デス・メタルの帝王[64][65]
- 森川智之（もりかわ・としゆき） - BL界の帝王[66][67]
- Monday Kiz - ドラマ主題歌の帝王[68][69]

### や行
- 山田裕仁（やまだ・ゆうじ） - 帝王、岐阜の帝王[70][71]
- 吉野大作（よしの・だいさく） - 横浜アンダーグラウンドの帝王[72][73]

### ら行
- カール・ラガーフェルド - モードの帝王[74][75]
- デイヴィッド・リンチ - カルト映画の帝王[76][77]
- レイモン・ルフェーブル - フレンチ・サウンドの帝王[78][79]
- ROLAND（ローランド） - 現代ホスト界の帝王[80][81]

### わ行
- 渡辺岳夫（わたなべ・たけお） - アニメ音楽の帝王[82]